# Hexalectris warnockii
Hexalectris warnockii är en orkidéart som beskrevs av Oakes Ames och Donovan Stewart Correll. Hexalectris warnockii ingår i släktet Hexalectris och familjen orkidéer. Inga underarter finns listade i Catalogue of Life.